# Computer Measurement Group
Die Computer Measurement Group (CMG) wurde 1974 gegründet und ist eine weltweite, nicht-kommerzielle, herstellerunabhängige Organisation. Sie besteht aus Experten und Unternehmen, die sich mit der Performance, dem Management und dem Messen von Computersystemen beschäftigen. Auf den jährlich stattfindenden Konferenzen geht es um Systemmanagement, sowie Themen aus den Bereichen Kapazitätsplanung, Berichtswesen, Accounting, Netzmanagement und Controlling.
Die Organisation bietet ihren Mitgliedern aktuelle und praktische Hilfestellung im Bereich Systemmanagement, führt Seminare durch und fördert die Bildung von Netzwerken. Auf der Jahrestagung werden verschiedene Auszeichnungen verliehen, u. a. der A. A. Michelson Award für herausragende professionelle, technische und inspirierende Beiträge.
Die Organisation besteht aus über 30 regionalen und internationalen Gruppen. Die europäische Organisation ist die 1988 gegründete Central European Computer Measurement Group (CECMG).